# Capella del Roser (Sant Pere de Torelló)
La Capella del Roser és una obra de Sant Pere de Torelló (Osona) protegida com a Bé Cultural d'Interès Local.

## Descripció
Edifici religiós. Capella de nau única amb la façana orientada a ponent, de capcer triangular amb un fals òcul. El portal és rectangular, a la part esquerra s'hi adossa la sagristia i a llevant i a migdia presenta grossos contraforts.
És coberta a dues vessants i l'interior és a sota teulada malgrat que hi ha indicis d'haver estat coberta segurament amb sostre pla. El presbiteri és marcat. Actualment aquest recinte està en desús però havia servit de corral al bestiar i, per tant, està molt deteriorat. A la part de l'absis hi ha restes de pintures al fresc. L'únic element que l'il·lumina és una finestra a la part dreta de la nau. És construïda amb pedra.

## Història
Aquesta església i el mas la Vinyeta es troben al peu de la Serralada de Curull, prop de l'antic camí de Sant Pere de Torelló i de la domus del Vilar o de la Vinyeta, que fou una fortalesa militar.
El mas la Vinyeta, encara que els seus orígens possiblement siguin més antics, es troba registrat en el fogatge de 1553 de la parròquia i terme de la Vola i Curull.
La capella, dedicada a la Verge del Roser, segurament data d'una època més tardana. Probablement la data de la llinda del portal 1775 correspongui a la data de construcció del temple, moment en què el mas també sofrí algunes reformes i, per tant, eren temps de prosperitat econòmica.